# Kemmel Koerse 2022
De 3e editie van de Belgische wielerwedstrijd Kemmel Koerse werd verreden op 17 juli 2022. De start en finish vonden plaats in Kemmel. De winnaar was Warre Vangheluwe, gevolgd door Robbe Ghys en Stef Rogier.

## Uitslag
| Kemmel Koerse 2022 |                    |                                   |        |
| Plaats             | Naam               | Ploeg                             | Tijd   |
| Winnaar            | Warre Vangheluwe   | Elevate p/b Home Solution Soenens | 3u 27' |
| 2                  | Robbe Ghys         | Sport Vlaanderen-Baloise          | 2"     |
| 3                  | Stef Rogier        | RB Zelfbouw UCT                   | 7"     |
| 4                  | Niels De Rooze     | Decock-Van Eyck-Van Mossel        | z.t.   |
| 5                  | Jarne Van De Paar  | Lotto-Soudal U23                  | z.t.   |
| 6                  | Colin Heiderscheid | Leopard Pro Cycling               | z.t.   |
| 7                  | Alex Vandenbulcke  | Basso Team Flanders               | z.t.   |
| 8                  | Nick van der Meer  | VolkerWessels Cycling Team        | z.t.   |
| 9                  | David van der Poel | Alpecin-Deceuninck                | z.t.   |
| 10                 | Thomas Joseph      | Minerva Cycling Team              | z.t.   |

2020 · 2021 · 2022